# Virginia Ruano Pascual
Virginia Ruano Pascual (ur. 21 września 1973 w Madrycie) – hiszpańska tenisistka, specjalistka gry podwójnej, w tej konkurencji zwyciężczyni turniejów wielkoszlemowych i wicemistrzyni olimpijska z Aten (2004) i Pekinu (2008).
W swojej karierze wygrała 3 turnieje cyklu WTA w grze pojedynczej, jednak dużo więcej sukcesów osiągnęła w deblu, triumfując w 43 turniejach tej rangi, w tym dziesięciu wielkoszlemowych (osiem w parze z Argentynką Paolą Suárez i dwa w parze z rodaczką Anabel Mediną Garrigues).
Na swoim koncie ma także wygrane cztery turnieje w grze pojedynczej i dziesięć w grze podwójnej rangi ITF.

## Kariera

### Początki
Status profesjonalny Hiszpanka otrzymała w styczniu 1992 roku. Po raz pierwszy zagrała w turnieju ITF w 1989 roku, dochodząc tam do półfinału. W tym sezonie jeszcze kilkakrotnie próbowała udziału w turniejach, kończąc je jednak w kwalifikacjach lub na pierwszej rundzie. W 1990 roku zadebiutowała na turnieju zawodowym w Estoril jako szczęśliwa przegrana. Grała jednak tylko w pierwszej rundzie. Wygrała pierwszy tytuł deblowy ITF w Cascais z Evą Bes, w finale pokonując najwyżej rozstawiony debel. W 1991 zagrała w trzech turniejach głównych; najlepszym rezultatem był ćwierćfinał w São Paulo.
W styczniu następnego roku została zawodową tenisistką. Wygrała swój pierwszy tytuł singlowy ITF. Zadebiutowała na kortach Flushing Meadows w Nowym Jorku, przegrywając w pierwszej rundzie w dwóch setach z Laurą Arrayą. Kolejne dwa ćwierćfinały uzyskała w 1993 roku na turnieju w belgijskim Liège (przegrała z Alexandrą Fusai) oraz w Kitzbühel (porażka z najwyżej rozstawioną Anke Huber). Na turnieju w Curitibie spotkała się w meczu singlowym z Paolą Suárez, z którą kilka lat później zdobyła największe laury deblowego tenisa. Nigdy później nie spotkały się na korcie w meczu gry pojedynczej. Virginia przegrała ten mecz 4/6 1/6. W 1994 przegrała finał turnieju ITF w Valladolid. Zagrała w wielkoszlemowym Australian Open i Roland Garros.

### 1995
1995 – to rok niespodziewanego sukcesu na kortach Rolanda Garros. Pokonała Ruxandrę Dragomir i Nathalie Tauziat, przegrała z [4] Conchitą Martínez. Pozostałe dwa występy wielkoszlemowe zakończyła na pierwszej rundzie. Po wygranym turnieju ITF w Saragossie awansowała na 98 miejsce w rankingu; po raz pierwszy w karierze znalazła się w czołowej setce rankingu kobiet.

### 1996
Pokonała Amélie Mauresmo w finale turnieju ITF w Bronx w 1996 roku. Wcześniej wygrała m.in. z Sarah Pitkowski. Osiągnęła ćwierćfinał w Hobarcie i trzecią rundę w Amelia Island. Reprezentowała Hiszpanię na olimpiadzie w Atlancie, docierając do drugiej rundy gry pojedynczej.

### 1997
Wypadła z czołowej setki rankingu w 1997 roku. Wygrała swój pierwszy zawodowy tytuł singlowy w Cardiff. Tydzień później pokonała 6/0 6/0 trzydziestą wówczas zawodniczkę świata, Amy Frazier, w drodze do ćwierćfinału w Madrycie. W trzeciej rundzie Roland Garros pokonała Angeles Montolio. Dotarła do ćwierćfinału w Palermo i półfinału w Warszawie.

### 1998-1999
1998 – Virginia sklasyfikowana po raz pierwszy wśród pięćdziesięciu najlepszych zawodniczek świata. Wygrała trzy turnieje gry podwójnej, wszystkie z Paolą Suárez: w Hobarcie, Budapeszcie i Rzymie. Znalazła się w czwartej rundzie Wimbledonu; w meczu trzeciej rundy grała z Sereną Williams. Hiszpanka przegrywała 5/7 1/4, ale Amerykanka musiała zejść z kortu z powodu kontuzji. Pokonała światową jedenastkę, Nathalie Tauziat, w drugiej rundzie Hilton Head. W 1999 roku wygrała kolejny tytuł deblowy z Suárez, miało to miejsce w Madrycie. W grze pojedynczej wzięła udział w ćwierćfinale w Hobarcie oraz w trzeciej rundzie Amelia Island i Miami.

### 2000
2000 – dotarła do ćwierćfinału w Madrycie; zakwalifikowała się do turniejów w Hilton Head oraz Canadian Open, ale już we wczesnych rundach trafiała na bardzo dobre zawodniczki i przegrywała z nimi (Jennifer Capriati i Lisa Raymond). Wygrała w Hilton Head i w Sopocie turnieje deblowe, w parze z Paolą Suárez.

### 2001
W roku 2001 po raz pierwszy została mistrzynią turnieju wielkoszlemowego – w parze z Paolą Suárez zdobyła tytuł deblowy, a z Carbonellem wygrała grę mieszaną. W pierwszej rundzie Wimbledonu pokonała najwyżej rozstawioną Martinę Hingis (po raz trzeci w historii tego turnieju, od 1927 roku, odpadła najwyżej rozstawiona zawodniczka już w pierwszej rundzie; wcześniej ten los spotkał Steffi Graf w 1994 roku oraz Martinę Hingis w 1999; Margaret Smith Court odpadła w drugiej rundzie po wolnym losie w pierwszej w 1962 roku). Awans do trzeciej rundy US Open zapewnił jej powrót do czołowej pięćdziesiątki rankingu kobiet. Wygrała tytuły deblowe: w Antwerpii, Madrycie (z Suárez) i w Knokke-Heist (z Magüi Serną). W parze z Suárez zakwalifikowała się do turnieju kończącego sezon. Para skreczowała w półfinale z powodu kontuzji Argentynki; miał to być mecz z najwyżej rozstawionymi Lisą Raymond i Rennae Stubbs.

### 2002
Najlepszymi rezultatami singlowymi w 2002 roku były półfinał w Brukseli i trzy ćwierćfinały, między innymi w Rzymie, gdzie Virginia przebrnęła kwalifikacje. Wygrała osiem z dziesięciu finałów deblowych, w tym siedem z Paolą Suárez i jeden z Carą Black. 9 września 2002 Paola Suárez została pierwszą deblistką świata, a Virginia drugą (najwyższa pozycja Hiszpanki od czasów występów Arantxy Sánchez Vicario). Finalistki Wimbledonu, przegrały z siostrami Williams. Ponownie z Suárez wystąpiła w turnieju kończącym sezon, odpadła w pierwszej rundzie z japońską parą Fujiwara / Sugiyama.

### 2003
2003 – po raz pierwszy od Roland Garros 1995 dotarła do wielkoszlemowego ćwierćfinału w Melburne Park (Australian Open), ale przegrała z Justine Henin. Wygrała kolejny tytuł singlowy w Taszkencie. Zaliczyła z Paolą Suárez wszystkie deblowe finały wielkoszlemowe w tym roku. W Australian Open przegrały z siostrami Williams, podczas dwóch kolejnych turniejów uległy parze Clijsters / Sugiyama; wygrały dopiero US Open z Kuzniecową i Navrátilovą. Wygrała pięć z dziesięciu finałów deblowych w sezonie. Przez tydzień razem z Suárez stanowiła najlepszy debel w kobiecym tenisie. Wygrała WTA Tour Championships w deblu, pokonując w finale Kim Clijsters i Ai Sugiyamę.

### 2004
2004 – najlepsze wyniki to ćwierćfinał w Hasselt, trzecia runda Roland Garros i Wimbledonu (wygrana nad Mary Pierce), druga runda Australian Open i US Open. Wystąpiła w Pucharze Federacji. Po raz pierwszy w karierze wygrała deblowy Australian Open (z Suárez), Roland Garros oraz US Open. Wygrała trzy tytuły deblowe ponadto. Zdobyła srebrny medal na igrzyskach w Atenach, w parze z Conchitą Martínez. Z powodu kontuzji wycofała się z turnieju w Sopocie.

### 2005
W 2005 roku doszła do półfinału singlowego w Pattaya. W trzech setach przegrała na Roland Garros z późniejszą mistrzynią, Justine Henin (druga runda). Przegrała w pierwszej rundzie Wimbledonu z Tatianą Golovin. W tym sezonie mniej występów zaliczyła u boku Paoli Suárez, która doznała kontuzji, częściej grała z Martínez. Wygrała kilka turniejów gry podwójnej.

### 2006
2006 – po raz pierwszy od roku znów wystąpiła z parą Suárez, przegrały finał w Sydney. W Australian Open zaliczyła ćwierćfinał debla, a w singlu przegrała znów z Belgijką Henin, późniejszą finalistką. Z Meghann Shaughnessy przegrała finał w Indian Wells. Z tą samą tenisistką doszła do finału debla w Charleston. Zaliczyła deblowy finał na Wimbledonie, ale przegrała z parą Stubbs / Raymond. Osiągnęła trzecią rundę Los Angeles. W Pekinie wygrała kolejny tytuł deblowy, w parze z Suárez. Doszła do ćwierćfinału gry pojedynczej w Luksemburgu.

### 2007
W roku 2007 osiągnęła drugą rundę Australian Open po zwycięstwie nad Melindą Czink i porażce z Jeleną Janković. Jak do tej pory, oprócz wygranej nad Czink nie odnotowała żadnego innego zwycięstwa w turnieju zawodowym (nie licząc kwalifikacji) w tym sezonie. Znacznie lepiej wiedzie się Virginii w turniejach gry podwójnej. Już na początku sezonu u boku Anabel Mediny Garrigues dotarła do finału w Hobarcie, gdzie przegrały z rosyjskim deblem Lichowcewa / Wiesnina. Niespodziewanie Ruano Pascual i Suárez odpadły już w pierwszej rundzie Australian Open. W marcu w parze z Argentynką Hiszpanka osiągnęła ćwierćfinał w Indian Wells oraz pierwszą rundę w Miami. Na początku kwietnia doszła z Hiszpanką Garrigues do finału w Amelia Island. Tydzień później odpadły w pierwszej rundzie w Charleston. Z tą samą partnerką wygrały turniej Nordea Nordic Light Open.

### 2008
Rok 2008 rozpoczęła od startu w Australian Open, gdzie dotarła do 3 rundy turnieju głównego.
Na igrzyskach olimpijskich w 2008 roku wraz z Anabel Medina Garrigues zdobyła srebrny medal przegrywając w finale z Sereną i Venus Williams.

## Historia występów wielkoszlemowych
Legenda
     W, wygrany turniej
     F, przegrana w finale
     SF, przegrana w półfinale
     QF, przegrana w ćwierćfinale
     xR, przegrana w x rundzie
     A, brak startu

### Występy w grze pojedynczej
| Australian Open        | A   | A   | A   | A   | A   | 1R  | A  | 1R | 2R | 2R | 2R | 1R | 3R | 1R | QF | 2R | 1R  | 4R | 2R | 3R  | 2R  | A | 17 – 15 |  |  |  |
| French Open            | A   | A   | A   | A   | A   | A   | QF | 1R | 3R | 3R | 1R | A  | 2R | 2R | 1R | 3R | 2R  | 1R | A  | 1R  | 2R  | A | 14 – 13 |  |  |  |
| Wimbledon              | A   | A   | A   | A   | A   | A   | 1R | 1R | 2R | 4R | 1R | A  | 2R | 2R | 1R | 3R | 1R  | 2R | 3R | 2R  | A   | A | 12 – 13 |  |  |  |
| US Open                | A   | A   | A   | 1R  | 1R  | A   | 1R | 1R | 1R | 3R | 3R | 2R | 3R | 1R | 1R | 2R | 1R  | 2R | 1R | 2R  | A   | A | 10 – 16 |  |  |  |
|                        |     |     |     |     |     |     |    |    |    |    |    |    |    |    |    |    |     |    |    |     |     |   |         |  |  |  |
| Ranking na koniec roku | 512 | 301 | 261 | 138 | 125 | 161 | 64 | 87 | 54 | 32 | 85 | 89 | 56 | 65 | 55 | 64 | 106 | 67 | 83 | 105 | 199 | - | 53 – 57 |  |  |  |

### Występy w grze podwójnej
| Australian Open        | A   | A   | A   | A  | A   | A   | A   | A   | QF | 2R | 2R | 2R | QF | 3R | F | W  | 1R | QF | 1R | SF | 3R | 3R | 1 / 14  | 31 – 13  |  |  |  |
| French Open            | A   | A   | A   | 1R | 2R  | 2R  | A   | A   | 1R | 2R | 2R | F  | W  | W  | F | W  | W  | 2R | QF | W  | W  | 1R | 6 / 17  | 54 – 11  |  |  |  |
| Wimbledon              | A   | A   | A   | A  | A   | A   | A   | 1R  | 1R | 2R | 3R | QF | SF | F  | F | SF | A  | F  | 3R | 3R | SF | 2R | 0 / 14  | 37 – 14  |  |  |  |
| US Open                | A   | A   | A   | 2R | A   | 1R  | A   | 1R  | 2R | SF | 2R | 1R | 3R | W  | W | W  | SF | QF | 3R | SF | 3R | A  | 3 / 16  | 41 – 13  |  |  |  |
|                        |     |     |     |    |     |     |     |     |    |    |    |    |    |    |   |    |    |    |    |    |    |    |         |          |  |  |  |
| Ranking na koniec roku | 235 | 187 | 111 | 97 | 202 | 145 | 376 | 115 | 90 | 28 | 44 | 10 | 8  | 2  | 2 | 1  | 4  | 10 | 30 | 5  | 10 | 55 | 10 / 61 | 163 – 51 |  |  |  |

### Występy w grze mieszanej
| Australian Open | A | A | A | A | A | A | A | A  | A | A | A | A  | 1R | 1R | 1R | QF | 2R | 1R | A  | A | A  | 1R | 0 / 7  | 4 – 7   |  |  |  |
| French Open     | A | A | A | A | A | A | A | A  | A | A | A | 2R | W  | 2R | A  | 2R | 1R | 1R | 1R | A | 1R | A  | 1 / 8  | 9 – 7   |  |  |  |
| Wimbledon       | A | A | A | A | A | A | A | 1R | A | A | A | 2R | 2R | A  | A  | 2R | A  | A  | A  | A | SF | A  | 0 / 5  | 7 – 5   |  |  |  |
| US Open         | A | A | A | A | A | A | A | A  | A | A | A | 1R | 2R | A  | QF | 2R | 2R | 2R | 1R | A | 2R | A  | 0 / 8  | 8 – 8   |  |  |  |
|                 |   |   |   |   |   |   |   |    |   |   |   |    |    |    |    |    |    |    |    |   |    |    |        |         |  |  |  |
|                 |   |   |   |   |   |   |   |    |   |   |   |    |    |    |    |    |    |    |    |   |    |    | 1 / 28 | 28 – 27 |  |  |  |

## Finały turniejów WTA
| Legenda                     | Legenda |
| --------------------------- | ------- |
| Wielki Szlem                |         |
| Igrzyska olimpijskie        |         |
| WTA Tour Championships      |         |
| 1988 – 2008                 |         |
| Kategoria I                 |         |
| Kategoria II                |         |
| Kategoria III               |         |
| Kategoria IV                |         |
| Kategoria V                 |         |
| 2009 – 2020                 |         |
| WTA Premier Mandatory       |         |
| WTA Premier 5               |         |
| WTA Premier                 |         |
| WTA International Series    |         |
| WTA 125K series (2012–2020) |         |

### Gra pojedyncza 3 (3-0)
| Końcowy wynik | Nr | Data                 | Turniej   | Nawierzchnia | Przeciwniczka            | Wynik finału  |
| ------------- | -- | -------------------- | --------- | ------------ | ------------------------ | ------------- |
| Zwyciężczyni  | 1. | 18 maja 1997         | Cardiff   | Ceglana      | Alexia Dechaume-Balleret | 6:1, 3:6, 6:2 |
| Zwyciężczyni  | 2. | 26 kwietnia 1998     | Budapeszt | Ceglana      | Silvia Farina Elia       | 6:4, 4:6, 6:3 |
| Zwyciężczyni  | 3. | 12 października 2003 | Taszkent  | Twarda       | Saori Obata              | 6:2, 7:6(2)   |

### Gra mieszana 1 (1–0)
| Końcowy wynik | Nr | Data           | Turniej     | Nawierzchnia | Partner         | Przeciwnicy               | Wynik finału |
| ------------- | -- | -------------- | ----------- | ------------ | --------------- | ------------------------- | ------------ |
| Zwyciężczyni  | 1. | 9 czerwca 2001 | French Open | Ceglana      | Tomás Carbonell | Paola Suárez Jaime Oncins | 7:5, 6:3     |

## Występy w Turnieju Mistrzyń

### W grze podwójnej
| Rok  | Rezultat    | Partnerka               | Przeciwniczki                 | Wynik          |
| 2000 | Ćwierćfinał | Paola Suárez            | Nicole Arendt Manon Bollegraf | 4:6, 2:6       |
| 2001 | Półfinał    | Paola Suárez            | Lisa Raymond Rennae Stubbs    | 3:6, 0:3 krecz |
| 2002 | Ćwierćfinał | Paola Suárez            | Rika Fujiwara Ai Sugiyama     | 4:6, 3:6       |
| 2003 | Zwycięstwo  | Paola Suárez            | Kim Clijsters Ai Sugiyama     | 6:4, 3:6, 6:3  |
| 2004 | Półfinał    | Paola Suárez            | Cara Black Rennae Stubbs      | 6:7(7), 4:6    |
| 2005 | Półfinał    | Conchita Martínez       | Lisa Raymond Samantha Stosur  | 5:7, 7:5, 3:6  |
| 2008 | Półfinał    | Anabel Medina Garrigues | Cara Black Liezel Huber       | 1:6, 3:6       |

## Turnieje rangi ITF
| turnieje z pulą nagród 100 000 $ |
| turnieje z pulą nagród 75 000 $  |
| turnieje z pulą nagród 50 000 $  |
| turnieje z pulą nagród 25 000 $  |
| turnieje z pulą nagród 15 000 $  |
| turnieje z pulą nagród 10 000 $  |

### Gra pojedyncza 7 (4-3)
| Rezultat     | Data       | Turniej    | ($)    | Naw.    | Przeciwniczka           | Wynik         |
| Finalistka   | 05/04/1992 | Moncalieri | 25 000 | Ceglana | Isabel Cueto            | 3:6, 2:6      |
| Zwyciężczyni | 26/07/1992 | Bilbao     | 25 000 | Ceglana | Claire Wegink           | 7:5, 6:2      |
| Finalistka   | 26/06/1994 | Valladolid | 25 000 | Ceglana | Cristina Torrens Valero | 3:6, 3:6      |
| Zwyciężczyni | 19/03/1995 | Saragossa  | 10 000 | Ceglana | Magüi Serna             | 2:6, 7:6, 6:2 |
| Zwyciężczyni | 18/08/1996 | Bronx      | 25 000 | Twarda  | Amélie Mauresmo         | 6:4, 6:3      |
| Finalistka   | 21/05/2000 | Porto      | 75 000 | Ceglana | María Sánchez Lorenzo   | 4:6, 6:4, 3:6 |
| Zwyciężczyni | 29/04/2001 | Sarasota   | 75 000 | Ceglana | Maria Elena Camerin     | 6:0, 6:3      |

### Gra podwójna 18 (10-8)
| Rezultat     | Data       | Turniej   | ($)    | Naw.    | Partnerka            | Przeciwniczki                        | Wynik         |
| Finalistka   | 20/08/1989 | Gangi     | 10 000 | Twarda  | Neus Ávila           | Doris Iotti Nelly Pardo              | 6:4, 3:6, 2:6 |
| Finalistka   | 17/09/1989 | Pampeluna | 25 000 | Ceglana | Eva Bes              | Claudia Chabalgoity Ana Segura       | 3:6, 0:6      |
| Finalistka   | 24/09/1989 | Porto     | 25 000 | Ceglana | Inmaculada Varas     | Rosa Bielsa Janet Souto              | 6:3, 3:6, 6:4 |
| Zwyciężczyni | 20/05/1990 | Cascais   | 25 000 | Ceglana | Eva Bes              | Simone Schilder Caroline Vis         | 3:6, 6:2, 6:1 |
| Finalistka   | 05/08/1990 | Vigo      | 25 000 | Ceglana | Eva Bes              | María José Llorca Ana Segura         | 3:6, 4:6      |
| Zwyciężczyni | 11/11/1990 | Cascais   | 10 000 | Twarda  | Eva Bes              | Ana Larrakoetxea Silvia Ramon-Cortes | 6:2, 1:6, 7:5 |
| Finalistka   | 24/03/1991 | Alicante  | 10 000 | Ceglana | Eva Bes              | Rosa Bielsa Silvia Ramon-Cortes      | 3:6, 6:0, 5:7 |
| Zwyciężczyni | 14/04/1991 | Turyn     | 25 000 | Ceglana | Eva Bes              | Lucie Ludvigová Helena Vildová       | 6:7, 6:1, 6:3 |
| Zwyciężczyni | 10/05/1991 | Porto     | 50 000 | Ceglana | Eva Bes              | Mariaan de Swardt Yael Segal         | 6:3, 7:5      |
| Zwyciężczyni | 16/06/1991 | Mantua    | 25 000 | Ceglana | Marion Maruska       | Yone Kamio Hiromi Nagano             | 3:6, 6:4, 6:3 |
| Zwyciężczyni | 11/08/1991 | Vigo      | 25 000 | Ceglana | Eva Bes              | Anne Aallonen Belinda Borneo         | 7:6(6), 7:5   |
| Zwyciężczyni | 01/03/1992 | Walencja  | 25 000 | Ceglana | Estefania Bottini    | Petra Holubová Marketa Stusková      | 6:1, 6:2      |
| Finalistka   | 12/04/1992 | Caserta   | 25 000 | Ceglana | Estefania Bottini    | Radka Bobková Jana Pospíšilová       | 3:6, 6:2, 6:7 |
| Zwyciężczyni | 10/05/1992 | Porto     | 50 000 | Ceglana | Michelle Jaggard-Lai | Jennifer Fuchs Maria Strandlund      | 6:3, 7:5      |
| Zwyciężczyni | 26/07/1992 | Bilbao    | 25 000 | Ceglana | Eva Bes              | Jessica Emmons Clare Thompson        | 6:2, 6:4      |
| Finalistka   | 28/02/1993 | Walencja  | 25 000 | Ceglana | Eva Bes              | Gaby Coorengel Amy Van Buuren        | 4:6, 0:6      |
| Finalistka   | 06/03/1994 | Madryt    | 25 000 | Ceglana | Noelia Pérez Peñate  | Vanessa Castellano Yolanda Clemot    | 6:2, 3:6, 1:6 |
| Zwyciężczyni | 08/10/1995 | Lleida    | 25 000 | Ceglana | Karine Quentrec      | Patricia Aznar Eva Bes               | 7:6(5), 6:0   |

## Występy w igrzyskach olimpijskich

### Gra pojedyncza
| Runda                                                                        | Przeciwniczka                | Wynik    |  |
| ---------------------------------------------------------------------------- | ---------------------------- | -------- |  |
|                                                                              |                              |          |  |
| Letnie Igrzyska Olimpijskie w Atlancie 1996, reprezentując państwo Hiszpania |                              |          |  |
| I runda                                                                      | Polska: Magdalena Grzybowska | 6:4, 6:2 |  |
| II runda                                                                     | Chorwacja: Iva Majoli [4]    | 5:7, 3:6 |  |

### Gra podwójna
| Runda                                                                       | Partnerka                   | Przeciwniczki                                           | Wynik            |
| --------------------------------------------------------------------------- | --------------------------- | ------------------------------------------------------- | ---------------- |
|                                                                             |                             |                                                         |                  |
| Letnie Igrzyska Olimpijskie w Atenach 2004, reprezentując państwo Hiszpania |                             |                                                         |                  |
| I runda                                                                     | Conchita Martínez [2]       | Węgry: Petra Mandula / Kira Nagy                        | 6:4, 6:0         |
| II runda                                                                    | Conchita Martínez [2]       | Włochy: Tathiana Garbin / Roberta Vinci                 | 6:3, 6:3         |
| Ćwierćfinał                                                                 | Conchita Martínez [2]       | Chiny: Yan Zi / Zheng Jie                               | 6:1, 6:1         |
| Półfinał                                                                    | Conchita Martínez [2]       | Japonia: Shinobu Asagoe / Ai Sugiyama [5]               | 6:3, 6:0         |
| O złoty medal                                                               | Conchita Martínez [2]       | Chiny: Li Ting / Sun Tiantian [8]                       | 3:6, 3:6         |
|                                                                             |                             |                                                         |                  |
| Letnie Igrzyska Olimpijskie w Pekinie 2008, reprezentując państwo Hiszpania |                             |                                                         |                  |
| I runda                                                                     | Anabel Medina Garrigues [4] | Ukraina: Marija Korytcewa / Tetiana Perebyjnis          | 6:3, 6:4         |
| II runda                                                                    | Anabel Medina Garrigues [4] | Australia: Samantha Stosur / Rennae Stubbs              | 4:6, 6:4, 6:4    |
| Ćwierćfinał                                                                 | Anabel Medina Garrigues [4] | Stany Zjednoczone: Lindsay Davenport / Liezel Huber [5] | 5:7, 7:6(6), 8:6 |
| Półfinał                                                                    | Anabel Medina Garrigues [4] | Chiny: Yan Zi / Zheng Jie [8]                           | 6:4, 7:6(5)      |
| O złoty medal                                                               | Anabel Medina Garrigues [4] | Stany Zjednoczone: Serena Williams / Venus Williams [2] | 2:6, 0:6         |